# Albugnano
Albugnano ist eine italienische Gemeinde in der Provinz Asti der Region Piemont. 

## Lage und Einwohner
Die Gemeinde liegt etwa 35 Kilometer nördlich von Asti und 20 Kilometer östlich von Turin auf einer Höhe von 549 m und wird auch oft als der Balkon des Monferrato bezeichnet. Auf einer Fläche von neun Quadratkilometern leben 502 (Stand 31. Dezember 2023) Einwohner.

## Abbazia Santa Maria di Vezzolano
In einem Tal, etwa einen Kilometer außerhalb des Ortes, steht die romanische Abbazia Santa Maria di Vezzolano. Die Anlage, deren Ursprung auf das 8. Jahrhundert zurückgehen soll, ist ab 1095 als Kloster der Augustiner belegt und wurde bis zum Beginn des 13. Jahrhunderts vollendet. Die 1189 errichtete Abteikirche war als dreischiffige Basilika mit ursprünglich drei Apsiden geplant. Sie hat eine reich verzierte Fassade, in der sich Backstein mit Naturstein abwechseln. Im Zentrum dreier übereinanderliegender Blendarkaden steht der segnende Christus, flankiert von den Erzengeln Michael und Raphael. Im Tympanon des Portals sitzt Maria auf dem Thron, zu ihrer Rechten die Taube des Heiligen Geistes. Im Inneren zeigt ein Lettner (angeblich der älteste seiner Art) des 12. Jahrhunderts in zwei Reliefreihen oben Krönung, Tod und Himmelfahrt Marias, darunter die Könige Judas. Das südliche Seitenschiff der Kirche wurde in den Kreuzgang einbezogen, der mit Fresken des 13. und 14. Jahrhunderts ausgestattet ist.

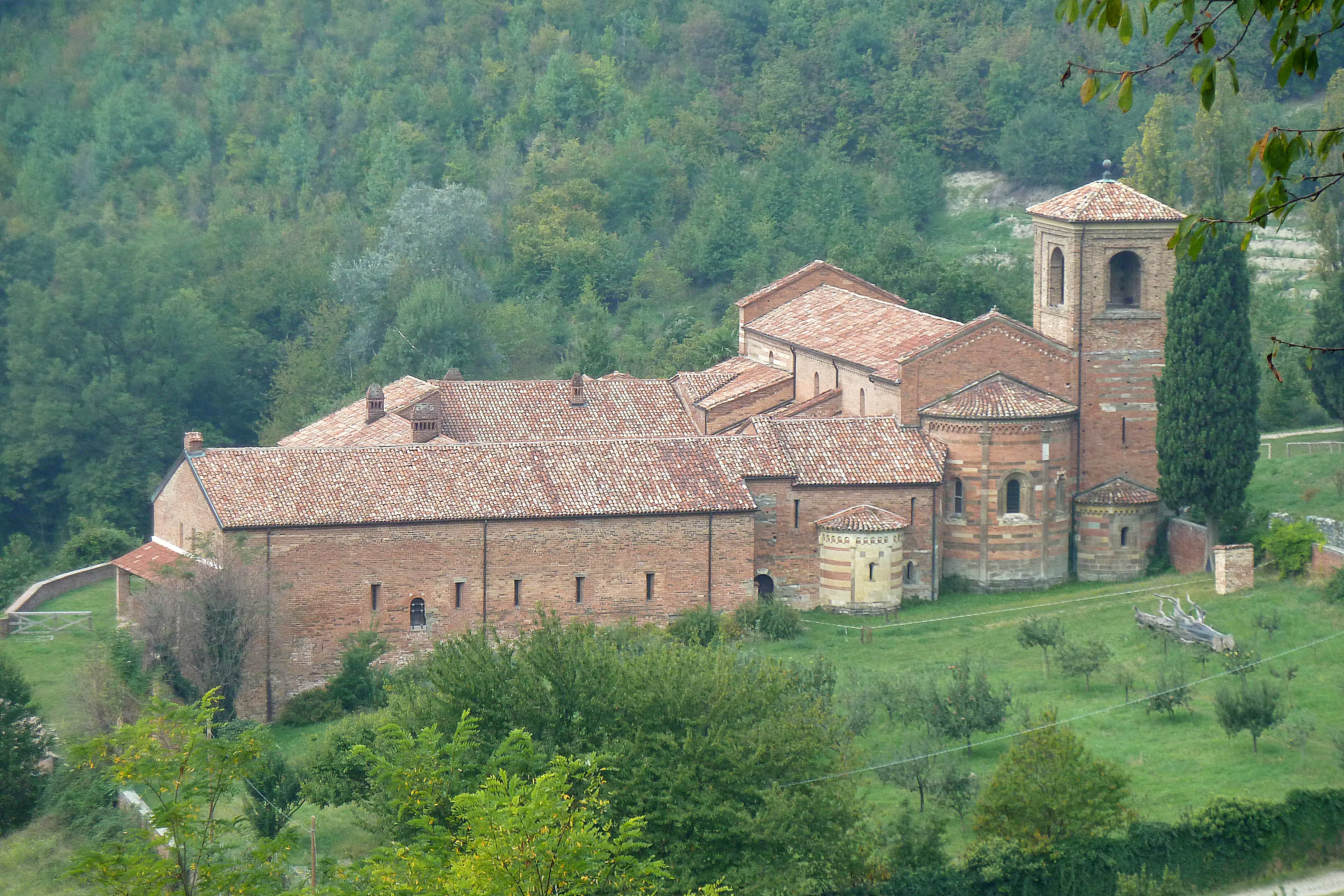
Kloster Vezzolano
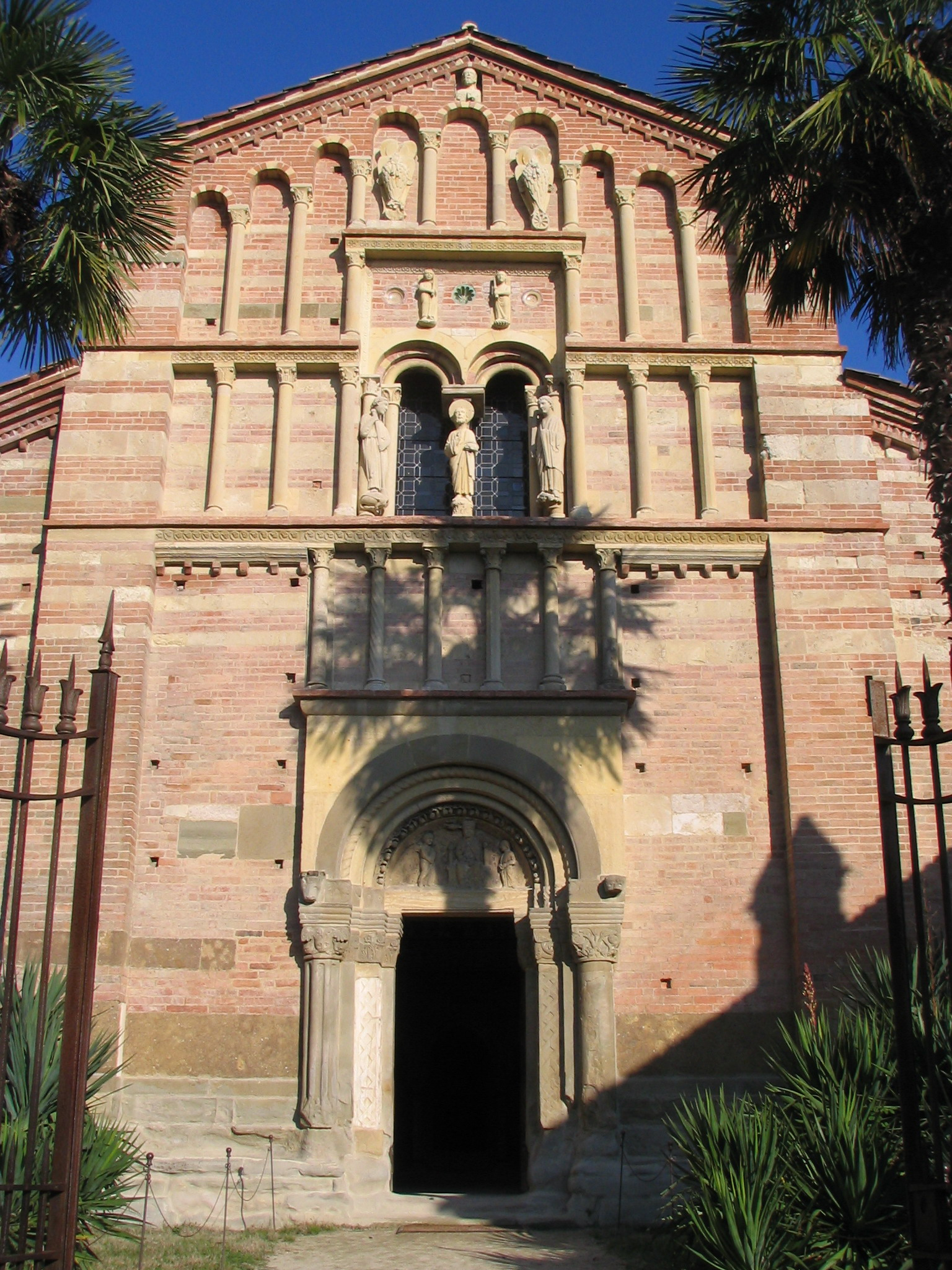
Fassade
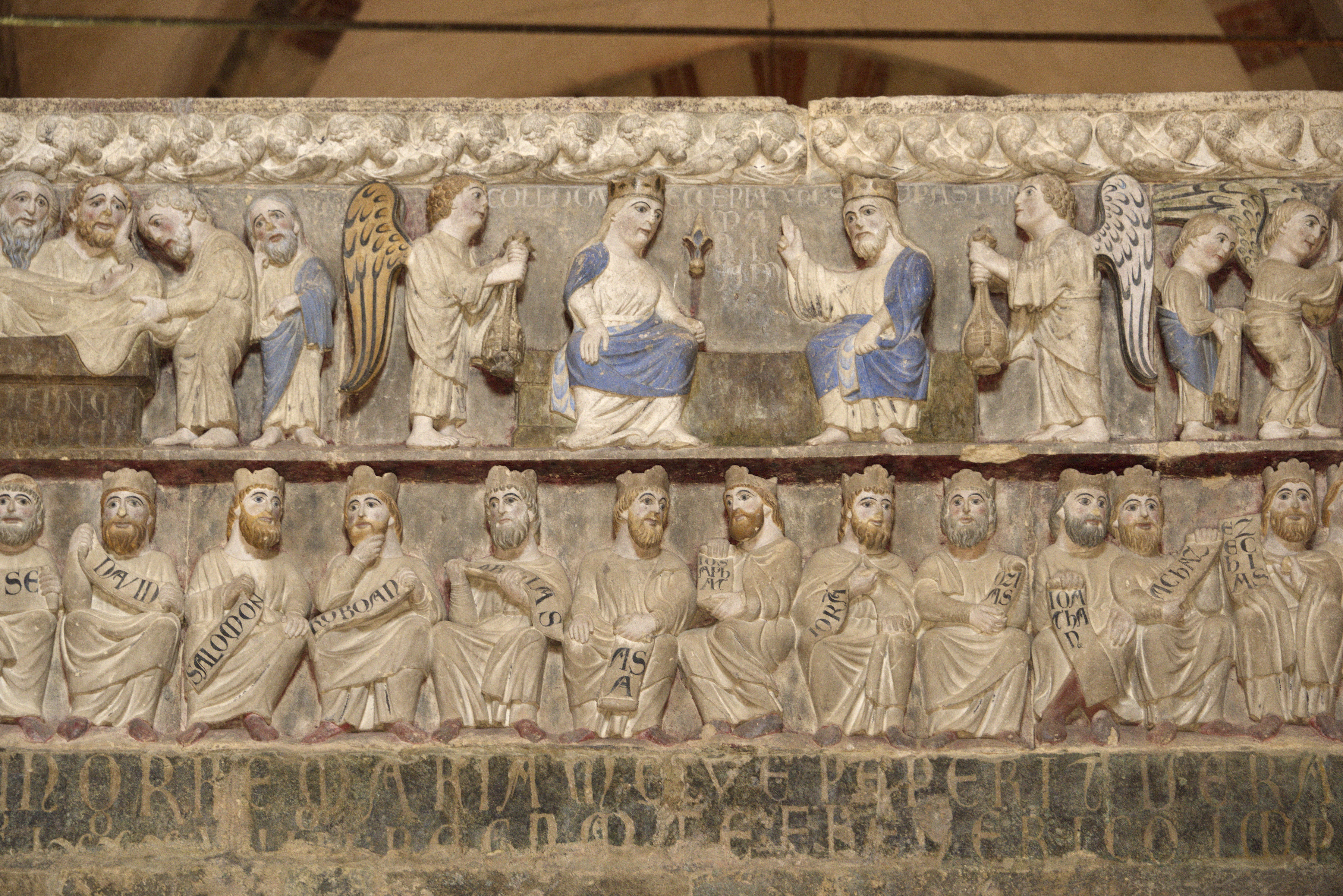
Lettner (Ausschnitt)
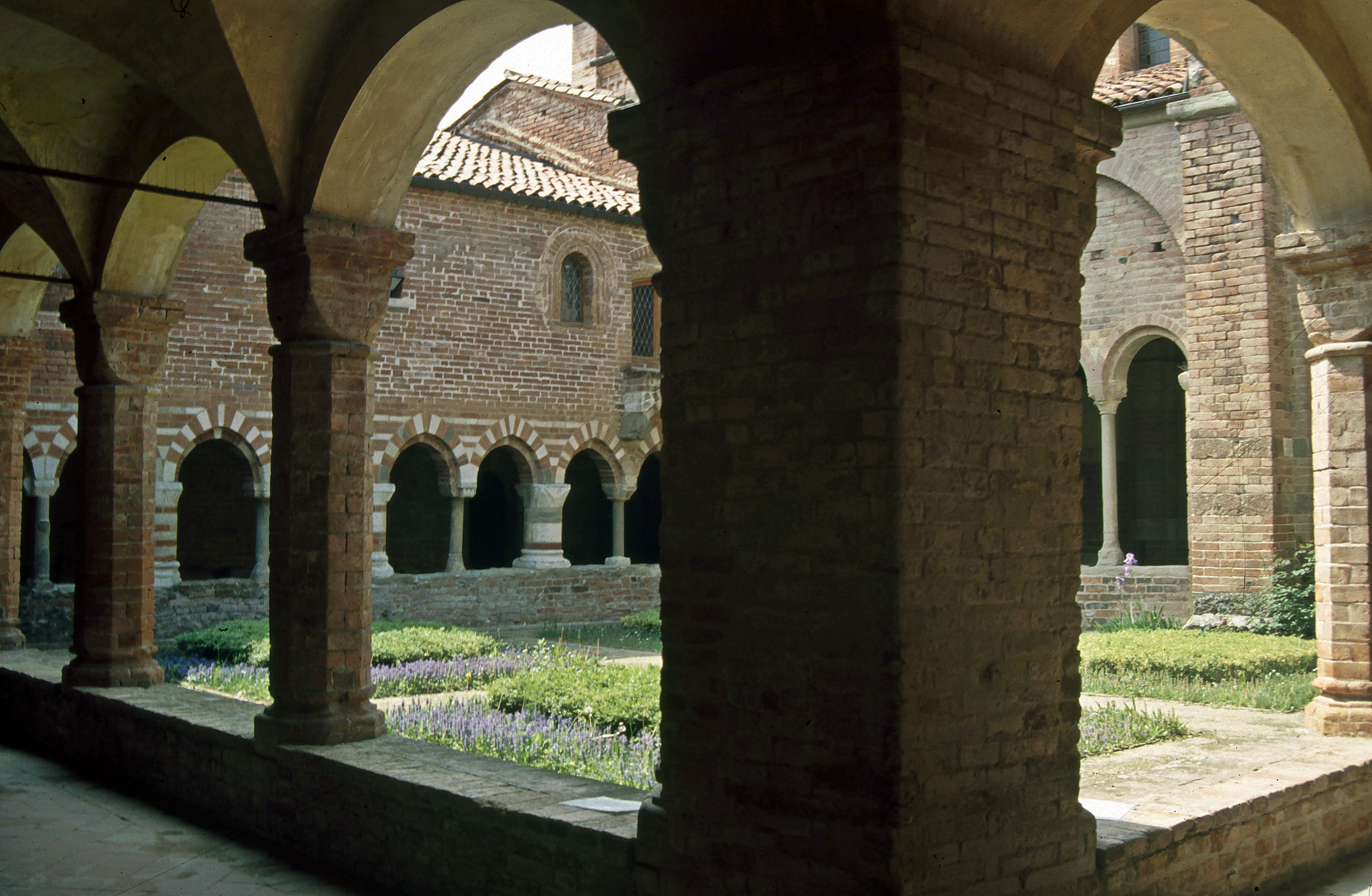
Kreuzgang
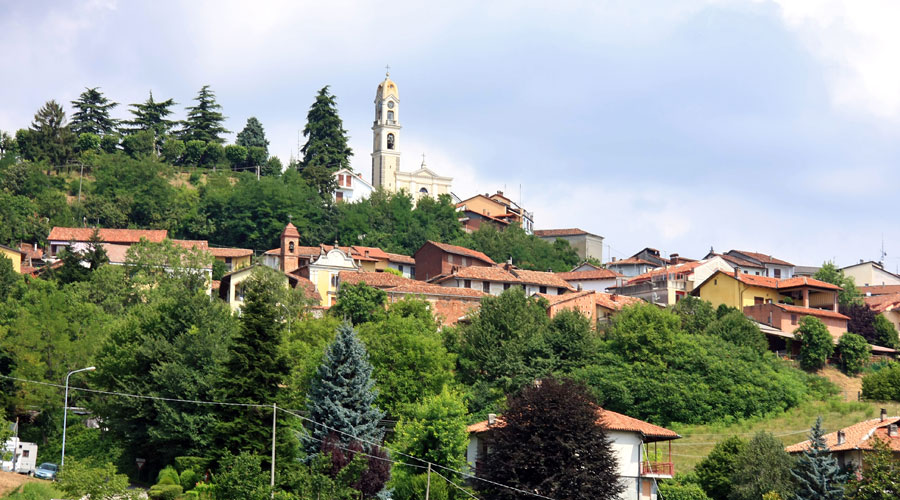
Panorama